# SKY Framework
SKY Framework — программный каркас для создания MVC веб-приложений, написанный на языке PHP.
В ядре фреймворк, и коде приложений на его базе, используются только глобальные определения классов, интерфейсов и т. д., хотя в коде приложений, возможно использование кода из папки vendor, с определенным (не глобальным) namespace. Возможные проблемы коллизий глобальных определений, предлагается проверять с помощью утилиты «Globals», которая сканирует весь код фреймворк и приложений, находя дубли определений, а также совпадения имен с ключевыми словами PHP или internal именами PHP. Отказ от использования в коде SKY-приложений ключевого слова PHP «namespace», совершен в пользу намного более простой архитектуры.
SKY Framework не использует традиционный роутинг, который применяется практически во всех других известных PHP фреймворк. В SKY Framework, первая и вторая часть адреса запроса, определяет соответственно контроллер и action. Вместо роутинга, имеется SKY-Gate — ограничения для всей входящей информации в SKY приложениях. Эти ограничения определяются в визуальной утилите «Gate» и используются в результирующем коде контроллеров приложений.
В SKY Framework имеется шаблонизатор представлений Jet, во многом совместимый с шаблонизатором Blade (Laravel). Но в Jet добавлен собственный уникальный функционал: части шаблона и их алиасы, препроцессор.
В SKY Framework широко используется система однобуквенных префиксов, постфиксов и свойств «по умолчанию», что позволяет значительно сокращать код приложений. Например, в контроллерах, действия могут иметь префикс «a_» — обычное универсальное, «j_» — действие реализующее ajax-шаблон или «x_» — действие для sub-view (второстепенное действие, вызов которого может быть инициирован, например, из основного шаблона с помощью кода @view(some_action))